# Мора, Себастьян
Себастьян Мора Ведри (исп. Sebastián Mora Vedri); (род. 19 февраля 1988, Вильярреаль) — испанский профессиональный трековый и шоссейный велогонщик, выступающий с 2020 года за команду мирового тура «Movistar Team».Чемпион мира по велоспорту на треке в дисциплине скрэтч (2016). Призёр чемпионатов мира, победитель и призёр этапов Кубка мира, четырёхкратный чемпион Европы, восьмикратный чемпион Испании. Участник Олимпийских игр 2012 года (6-е место, трек, командная гонка преследования).

## Достижения

### Трек
2005
2-й Чемпионат Испании — Скрэтч (юниоры)
2010
1-й  Чемпион Европы — Мэдисон U23
1-й  Чемпион Европы — Скрэтч U23
2011
2-й Чемпионат Испании — Индивидуальная гонка преследования
2-й Чемпионат Испании — Скрэтч
2012
2-й Чемпионат Испании — Индивидуальная гонка преследования
3-й Чемпионат Испании — Мэдисон
5-й Чемпионат мира — Командная гонка преследования
5-й Чемпионат мира — Мэдисон
6-й Летние Олимпийские игры — Командная гонка преследования
2013
1-й  Чемпион Испании — Индивидуальная гонка преследования
2-й Чемпионат Испании — Мэдисон
3-й Чемпионат Испании — Скрэтч
3-й Кубок мира по трековым велогонкам 2013-2014 — Индивидуальная гонка преследования, Манчестер
4-й Чемпионат мира — Командная гонка преследования
8-й Чемпионат мира — Индивидуальная гонка преследования
2014
1-й  Чемпион Испании — Индивидуальная гонка преследования
1-й  Чемпион Испании — Мэдисон
2-й Чемпионат Испании — Гонка по очкам
3-й Чемпионат Испании — Скрэтч
5-й Чемпионат мира — Командная гонка преследования
9-й Чемпионат мира — Индивидуальная гонка преследования
2015
1-й  Чемпион Европы — Мэдисон
1-й  Чемпион Европы — Скрэтч
1-й  Чемпион Испании — Индивидуальная гонка преследования
1-й  Чемпион Испании — Мэдисон
2-й Чемпионат Испании — Гонка по очкам
2016
1-й  Чемпион мира — Скрэтч
1-й  Чемпион Европы — Мэдисон
1-й  Чемпион Испании — Гонка по очкам
1-й Кубок мира по трековым велогонкам 2016-2017 — Мэдисон, Глазго
1-й Шесть дней Роттердама
2-й Чемпионат Испании — Скрэтч
2-й Чемпионат Испании — Мэдисон
3-й  Чемпионат мира — Мэдисон
3-й Чемпионат Испании — Командная гонка преследования
2017
2-й Чемпионат Испании — Командная гонка преследования
7-й Чемпионат мира — Мэдисон
2018
1-й  Чемпион Испании — Индивидуальная гонка преследования
1-й  Чемпион Испании — Мэдисон
1-й Шесть дней Пальма-де-Мальорка
2-й  Чемпионат мира — Мэдисон
3-й Чемпионат Испании — Командная гонка преследования
3-й Кубок мира по трековым велогонкам 2018-2019 — Мэдисон, Лондон
2019
1-й  Чемпион Европы — Скрэтч
2-й  Чемпионат мира — Гонка по очкам
2-й Кубок мира по трековым велогонкам 2019-2020 — Гонка по очкам, Минск
2-й Кубок мира по трековым велогонкам 2019-2020 — Скрэтч, Минск
3-й Кубок мира по трековым велогонкам 2019-2020 — Мэдисон, Минск
5-й Чемпионат мира — Мэдисон

### Шоссе
2013
3-й Grand Prix Macario
3-й Mémorial Pascual Momparler
2014
1-й — Этап 5 Тур Таиланда
2015
1-й Trofeu Joan Escolà
1-й — Этап 4 Вуэльта провинции Валенсия
2-й Ronda al Maestrazgo
3-й Gran Premio San Lorenzo
2018
1-й Prueba Loinaz
1-й Gran Premio San Lorenzo
1-й — Этап 3 (КГ) Вуэльта провинции Валенсия
2-й Вуэльта Сеговии — Генеральная классификация
1-й — Этап 2
2-й Gran Premio Primavera de Ontur